# Luftlandesturmregiment

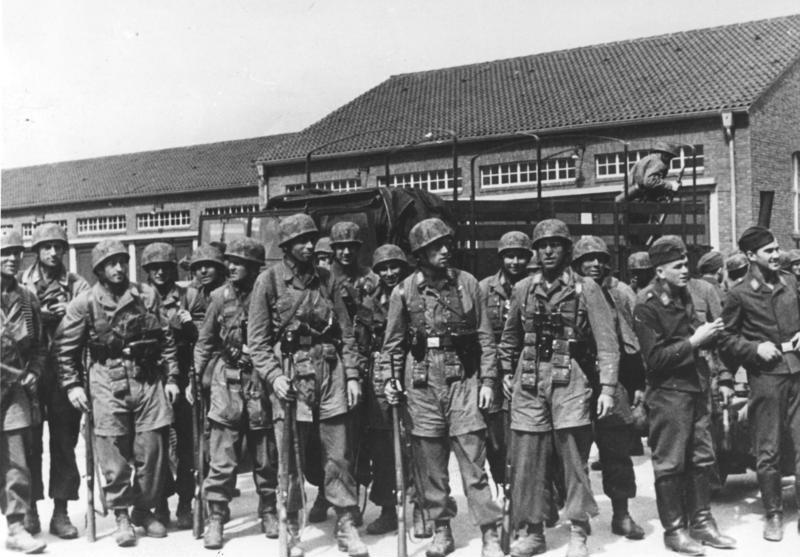
Sturmgruppe „Koch” – zdobywcy twierdzy Eben-Emael

Luftlandesturmregiment (początkowo Sturmgruppe „Koch”) – niemiecki pułk powietrzno-szturmowy z okresu II wojny światowej. Desantowanie odbywało się przy pomocy szybowców transportowych.
Po zakończeniu kampanii w Danii i Norwegii, rozpoczęto planowanie ataku na Holandię, Belgię i Luksemburg, poprzedzające uderzenie na Francję. Dowództwo niemieckie postanowiło wykorzystać swoje wojska powietrznodesantowe do zajęcia strategicznych celów w Holandii i Belgii. Jednym z celów było zajęcie fortu Eben-Emael położonego nad kanałem Alberta, który mógłby okazać się zbyt trudny do pokonania przez siły konwencjonalne.
Do wykonania tego zadania Kurt Student utworzył specjalną grupę uderzeniową – tzw. Sturmgruppe „Koch”. Dowodzić nią miał Hauptmann Walter Koch dotychczasowy dowódca kompanii 1. batalionu Fallschirmjägerregiment Nr 1. Grupa składała się z dotychczasowej kompanii Kocha oraz z kompanii pionierów z 2. batalionu Fallschirmjägerregiment Nr 1. W sumie liczyła 11 oficerów i 427 żołnierzy. Grupę podzielono na cztery części: „Granit”, „Stal”, „Beton” i „Żelazo”. Grupa „Granit” licząca 85 ludzi pod dowództwem porucznika Rudolfa Witziga miała za zadanie opanowanie fortu Eben Emanuel. Natomiast pozostałe zdobyć i utrzymać do nadejścia sił głównych miały mosty we Vroenhoven, Veldvezelt i Canne. Wszystkie desanty miały się odbyć za pomocą szybowców transportowych (DFS 230).
Atak rozpoczął się 10 maja 1940 roku. Swoje zadania pomyślnie wykonały grupy: „Beton” i „Stal”. Celu nie osiągnęła grupa „Żelazo” – most w Canne, który miała zdobyć został zniszczony przez Belgów, a sama grupa lądowała pod silnym ogniem. Musiała przetrwać dwa silne kontrataki, nim została zluzowana o godzinie 22.30. Grupa Granit wylądowała o godzinie 5.20. Belgowie byli tak zaskoczeni atakiem, że zaczęli strzelać dopiero wtedy, gdy szybowce z żołnierzami zaczęły lądować. Od razu po wylądowaniu rozpoczęto atak i w ciągu kilku minut żołnierze unieszkodliwili siedem bunkrów oraz czternaście dział i znaleźli się wewnątrz fortu. O godzinie 5.40 zameldowano zdobycie celu i następnie przygotowano się na odparcie kontrataków Belgów. Rano 11 maja 1940 roku spadochroniarzy wsparł batalion wojsk inżynieryjnych.
Po pomyślnie przeprowadzonej akcji podjęto decyzję o rozbudowie jednostki do pułku składającego się z trzech batalionów i przemianowano na Luftlande-Sturm-Regiment. Na dowódcę wyznaczono Obersta Eugena Meindla.
Kolejną operacją, w której użyto Luftlande-Sturm-Regiment był desant na Kretę zaplanowany na 20 maja 1941 roku. Zadaniem pułku było opanowanie lotniska Maleme na północno-zachodnim cyplu wyspy. Po zdobyciu lotniska miały wylądować tam oddziały 5. Dywizji Górskiej. Za pomocą szybowców przetransportowano jedynie 1. batalion, żołnierze pozostałych skakali na spadochronach. Żołnierze po lądowaniu dostali się w silny ogień nieprzyjaciela. Ciężko ranny został gen. Meindl i faktyczne dowodzenie przejął mjr Stentzler. Lotnisko zdobyto dopiero 21 maja 1941 roku, następnie jednostka uczestniczyła w stopniowym zdobywaniu wyspy.
Po zakończeniu operacji na Krecie, pułk przerzucono na front wschodni, gdzie poszczególnych batalionów używano w zagrożonych odcinkach frontu do rozwiązania jednostki.

## Dowódcy
- Oberst Walter Koch (2 listopada 1939 – 1 września 1940)
- Generalmajor Eugen Meindl (1 września 1940 – 21 maja 1941)
- Oberst Bernhard Ramcke (21 maja 1941 – 19 czerwca 1941)
- Generalmajor Eugen Meindl (19 czerwca 1941 – do rozwiązania)